# Ferdinand Chalandon

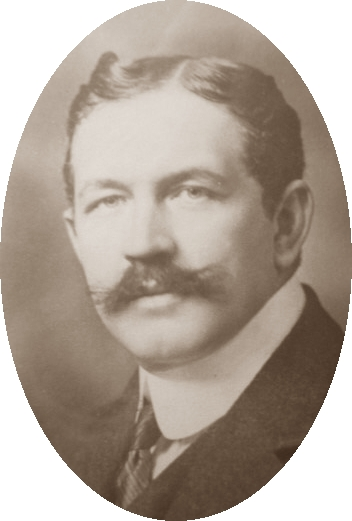
Ferdinand Chalandon

Ferdinand Chalandon (ur. 10 lutego 1875 w Lyonie, zm. 31 października 1921 w Lozannie, Szwajcaria) – francuski mediewista. 
Zajmował się głównie historią Normanów w Italii i historią Bizancjum.

## Publikacje
- Essai sur le règne d'Alexis Ier Comnène (1081-1118). Paris: A. Picard. 1900.
- La diplomatique des Normands de Sicile et de l'Italie méridionale. Mélanges d'archéologie et d'histoire de l'École française de Rome, 1900.
- Numismatique des Normands en Sicile, 1903.
- Histoire de la domination normande en Italie et en Sicile. Paris: A. Picard. 1907.
- Jean II Comnène, 1118-1143, et Manuel I Comnène, 1143-1180,  Paris. 1912
- Histoire de la Première Croisade jusqu'à l'élection de Godefroi de Bouillon